# 恐竜はどこへ行ったのか?
「恐竜はどこへ行ったのか?」（きょうりゅうはどこへいったのか?）は、1994年7月7日にフジテレビのテレビドラマ『世にも奇妙な物語 七夕の特別編』にて放送された一編。ジャンルはホラー、SF、スプラッター。
精神科の研究生が出会う、恐竜絶滅の真実と恐怖を描く。登場するティラノサウルスには、2006年9月30日に閉園したユネスコ村大恐竜探検館のものが流用されている。

## あらすじ
大学院で自虐症（自らの身体を傷つけることで欲求を満たす精神疾患）を研究する水谷は、大脳生理学の専門家だった田口教授が隔離室で拘束されていることを知り、彼に接近する。田口の「やつらが来る!」という叫びと身体の傷に疑念を持ち、「絶滅したとされる恐竜が別の次元で生きている」という驚くべき学説を知っていくうちに、彼が居た研究室を訪れた水谷が発見したものは、田口が探し出した末にその現象を裏付けるある薬だった。水谷はその薬を試そうとした時に…。

## キャスト
- 水谷裕美：松下由樹 - 大学院生。
- 田口修：佐野史郎 - 大脳生理学の研究を放置し、恐竜絶滅の研究に没頭した元教授。
- 木村：村松克己 - 田口と論争した教授。
- 杉田：長江英和 - 隔離室の看守。
- 西島：信太昌之 - 田口の研究室の元スタッフ。
- 医師：牧口元美 - CTスキャンで田口の脳を分析した医師。
- 神崎：清水綋治 - 水谷の所属する研究室の教授。

## スタッフ
- 脚本：中村樹基
- 演出：星護